# Siocon
Siocon es un municipio de Segunda Clase de la provincia en Zamboanga del Norte, Filipinas. De acuerdo con el censo del 2000, tiene una población de 32.699 en 5.942 hogares. 

## Barangays
Siocon está políticamente subdividido en 26 barangays.
| - Andrés Micubo Jr. (Balili) - Balagunan - Bucana - Bulacán - Candiz - Datu Sailila - Dionisio Riconalla - José P. Brillantes, Sr. (Viejo Lituban) - Latabón - Makiang - Malambuhangin - Malipot - Manaól | - Mateo Francisco - Matiag - Nuevo Lituban - Pangian - Pisawak - Población - S. Cabral - Santa María - Siay - Suhaile Arabí - Tabayo - Tagaytay - Tibangao |